# 국도 제34호선 (아르헨티나)

아르헨티나 34번 국도의 실제 선형

국도 제34호선(스페인어: Ruta Nacional 34)은 로사리오에서 볼리비아 국경과 인접해 있는 살타주의 살바도르 마자까지 이어주는 일반 국도로, 총 연장은 1,488 km이다. 그리고 이 도로는 아르헨티나의 북부를 종단하고 있는 것으로 보인다.